# 吴胜利
吴胜利（1945年8月—），河北吴桥人。1964年8月考入中国人民解放军测绘学院海测系学习并参加中国人民解放军。解放军测绘学院海测系毕业。海军上将军衔。中国共产党第十七届、十八届中央委员、中央军委委员兼中国人民解放军海军司令员。

## 早年经历
吴胜利出生在一个中共高级干部家庭；父亲吴宪曾参加一二·九运动，1938年加入中共，后为中国人民解放军第三十五军政治部主任，建国后历任中共杭州市委书记兼市长，中共浙江省委书记处书记、浙江省副省长，浙江省政协副主席。
吴胜利于1964年考入中国人民解放军测绘学院海测系学习。毕业后，曾在4艘驱逐舰、护卫舰上任职，担任过8年的驱逐舰、护卫舰舰长。1974年起历任中国人民解放军海军水面舰艇副航海长，护卫舰副舰长、舰长，驱逐舰舰长。

## 海军领导
1984年9月1日至9月15日，以解放军海军副司令员聂奎聚为主任的考试委员会，主持完成了解放军海军历史上的第一次舰艇长全训合格考试，有来自北海舰队和南海舰队的六名导弹驱逐舰舰长考试合格成为合格舰长，其中吴胜利成绩最突出，海军考试组组长、海军司令部军训部部长姜可续将吴胜利推荐给海军司令员刘华清，刘华清将吴胜利跨舰队破格晋升，任命为东海舰队驱逐舰第六支队支队长、兼党委副书记。
吴胜利之后历任东海舰队上海基地副参谋长，海军福建基地参谋长、福建基地党委常委，海军大连舰艇学院院长、党委副书记。在任海军大连舰艇学院院长期间，吴胜利提出了“千人大方队”的队列训练科目，成为海军大连舰艇学院的特色训练科目。
1997年10月，任海军福建基地司令员兼基地党委副书记。1999年，任东海舰队副司令员、党委常委。2002年1月，任广州军区副司令员兼海军南海舰队司令员。2004年7月，任中国人民解放军副总参谋长、总参谋部党委委员。2006年8月，任海军司令员，海军党委副书记。2017年1月，卸任海军司令员，成为中国海军成立以来除了首任海军司令员开国元勋萧劲光之外任职最长的海军司令员。
1994年，晋升海军少将军衔。2003年，晋升海军中将。2007年7月6日，晋升为海军上将。
2012年11月，吴胜利在中共十八大后晋升中央军委委员，并继续兼任海军司令员至2017年1月。
2017年10月，72岁的吴胜利在中共十九大后卸任中共中央军委委员，并于次年3月卸任国家中央军委委员后退休。

## 重要事件
- 吴胜利在海军司令员任内，最受瞩目的功绩就是曾派兵赴亚丁湾海域执行中国海军索马里护航行动任务。2008年12月26日，海军首度派遣护航舰从海南三亚起航时，吴胜利亲临现场。[5]
- 2009年4月23日，在庆祝中国人民解放军海军成立六十周年的海上阅兵式中，吴胜利担任阅兵总指挥。这是中国第一次举办多国海军检阅活动，也是中国海军历史上最大规模的海上阅兵。
- 2020年6月2日，中央军委审计署开始审计吴胜利任海军司令员期间经济责任履行情况。[6]